# ヴォルガ水力発電所

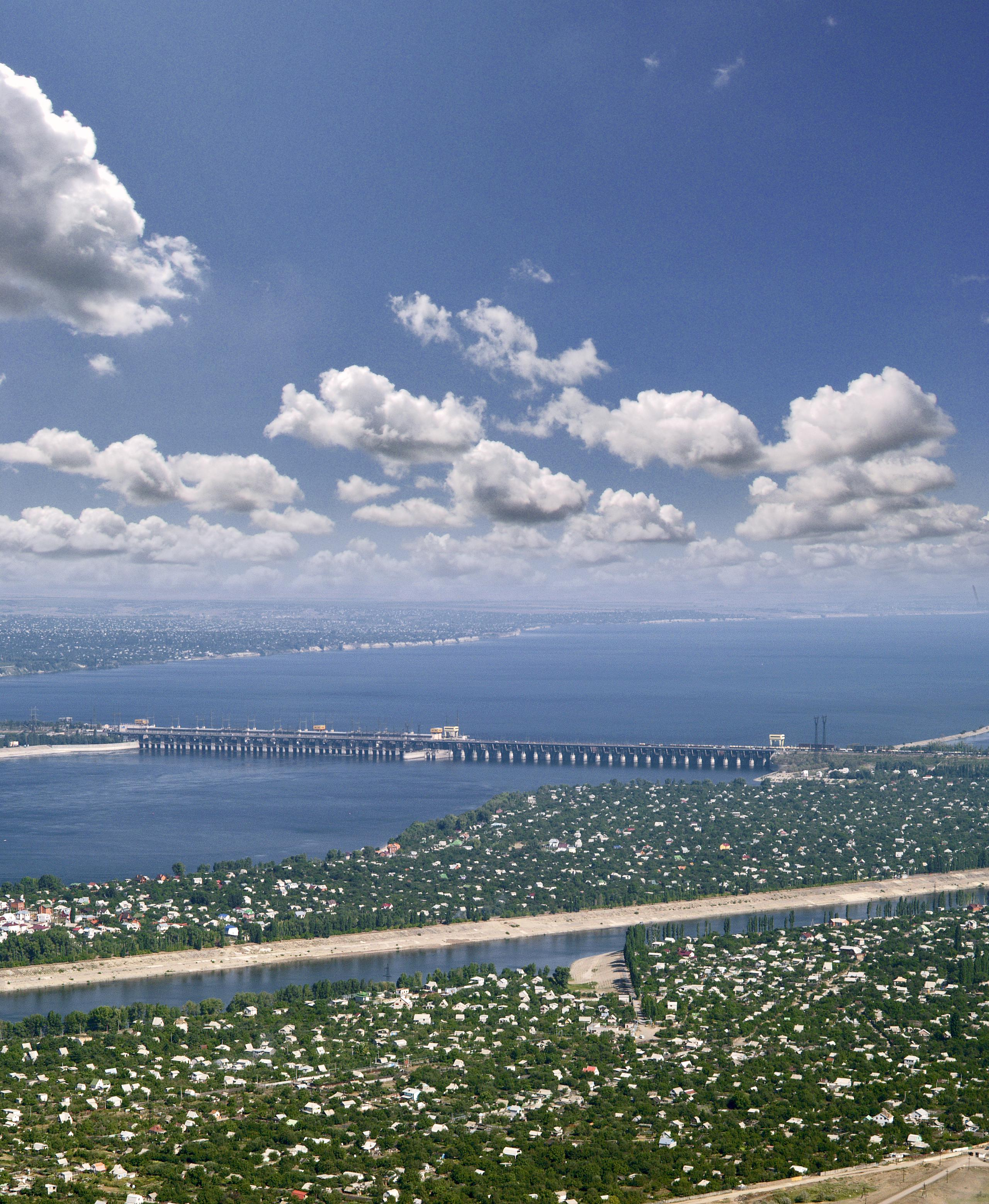
ヴォルガ川とヴォルガ水力発電所

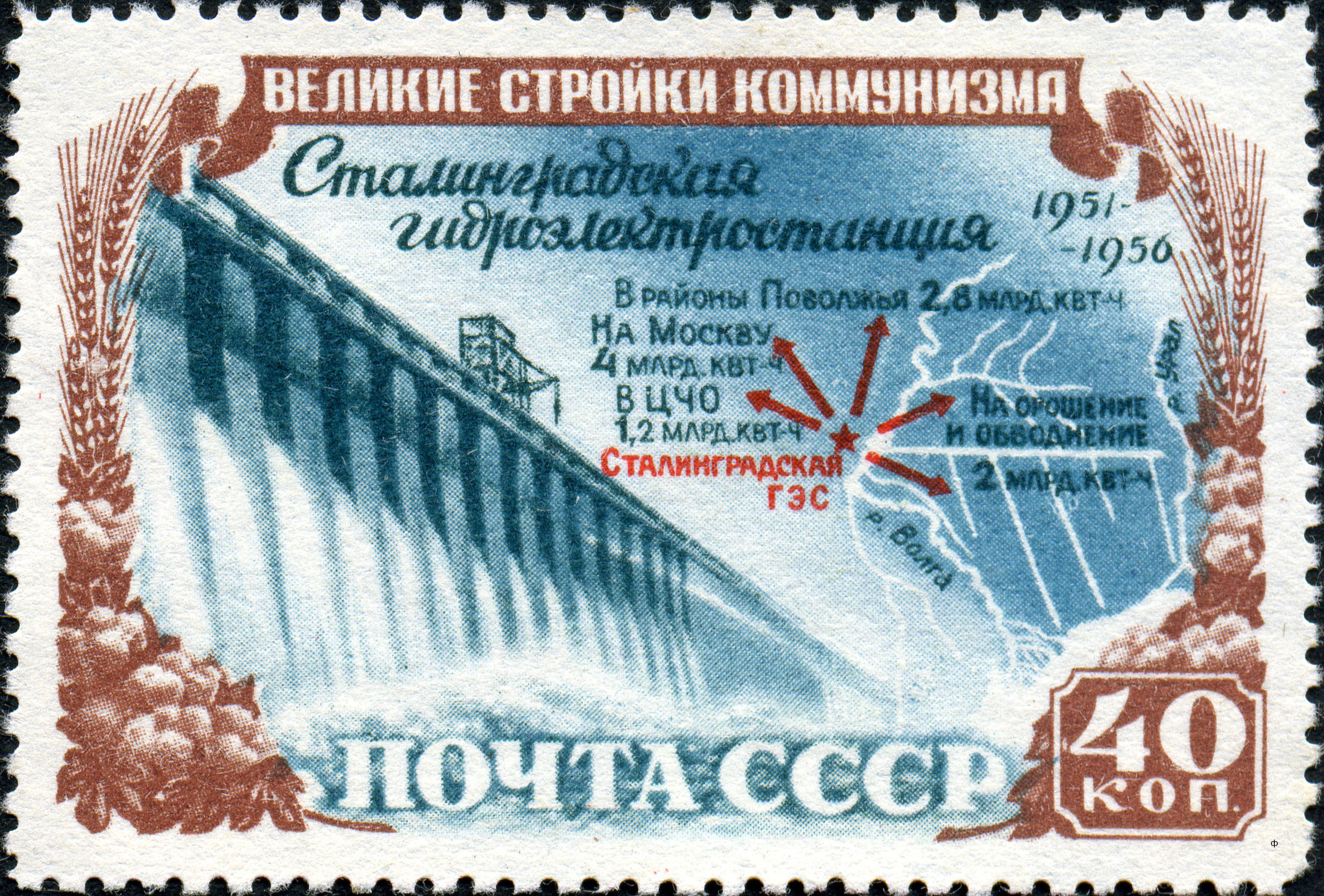
「共産主義大建設計画」の中のスターリングラード水力発電所を記念した切手

ヴォルガ水力発電所（ヴォルガすいりょくはつでんしょ、ロシア語: Волжская ГЭС）はロシア・ヴォルゴグラード（旧スターリングラード）付近のヴォルガ川にかかる水力発電所で、ヨーロッパ最大の水力発電所である。建設当時は「ソヴィエト連邦共産党22回大会記念スターリングラード水力発電所」と呼ばれていた。現在はルスギドロ社が所有する。

## 歴史
大祖国戦争が終わったあとの「共産主義大建設計画」の一環として、スターリンが1950年8月6日に政令に署名して、スターリングラードのすぐ北で大水力発電所の建設が始まった。おもにコムソモールの若者たちが全国から集められて発電所建設の労働者として働き、彼らが住む新しい都市、ヴォルシスキーがダムの左岸の脇に作られた。
1958年12月22日には最初の発電機が始動して、1961年9月10日には発電所全体が完成したと宣言された。技術的にはさまざまな新しい試みがあった。1959年にはモスクワ〜スターリングラード500 kV高電圧線が使用開始され、数年後にはドンバス〜ヴォルゴグラード800 kV 高圧直流送電線がテストに成功して、しばらくして実用化されている。

## 技術的詳細
いまでも、ヴォルガ水力発電所はヨーロッパで最大の発電所である。長さ725メートル、高さ44メートルのコンクリート・ダムはヴォルガ川にある。これをサポートしているのが、3250メートル、47メートルのアースフィルダムである。ダムの上には鉄道、道路が通っている
現在の発電能力は2,650 MWで、年間エネルギー出力は1,200,000 KW時である。発電機は22基あり、115 MW発電機が9基、 125.5 MWが8基、120 MWが5基ある。魚道には11 MWの発電機も設置されている。
4.9キロメートルのダムでヴォルゴグラード貯水池を作っている。現在ルスギドロの子会社であるヴォルガ水力発電所社が管理している。

## 経済効果
ヴォルガ水力発電所は中央、ロシアの中央、ヴォルガ、南地域へ電力エネルギーを供給すると同時に、ヴォルガ川下流地帯とドンバス地方の開発に大きく貢献した。この新しいダムによって、ヴォルガ全体で舟運ができるようになり、特にサラトフからアストラハンへ、カスピ海へつながった。またヴォルガ川南部の左岸の乾燥地帯、特に西カザクスタン地区へ灌漑用水が送られるようになった。

## 自然破壊
こうした利水効果と同時に、カスピ海の魚類の伝統的な移動に支障が起きた。特にオオチョウザメのキャビア産業には大きな被害を受けている。魚道が非効果的で、1962〜1967年に15パーセントも減少しているといわれる。地味豊かな土地が巨大な貯水池の下に沈み、貴重な農地が失われてしまった。

## 参照項目
- 世界の大水力発電所一覧 (en:List of conventional hydroelectric power stations)
- ロシアの電力発電所一覧 (en:List of power stations in Russia)
- ヴォルゴグラード〜ドンバス高圧直流送電線 (en:HVDC Volgograd–Donbass)
- ヴォルガ川にある九人造湖と発電所